# Mono (jezero)

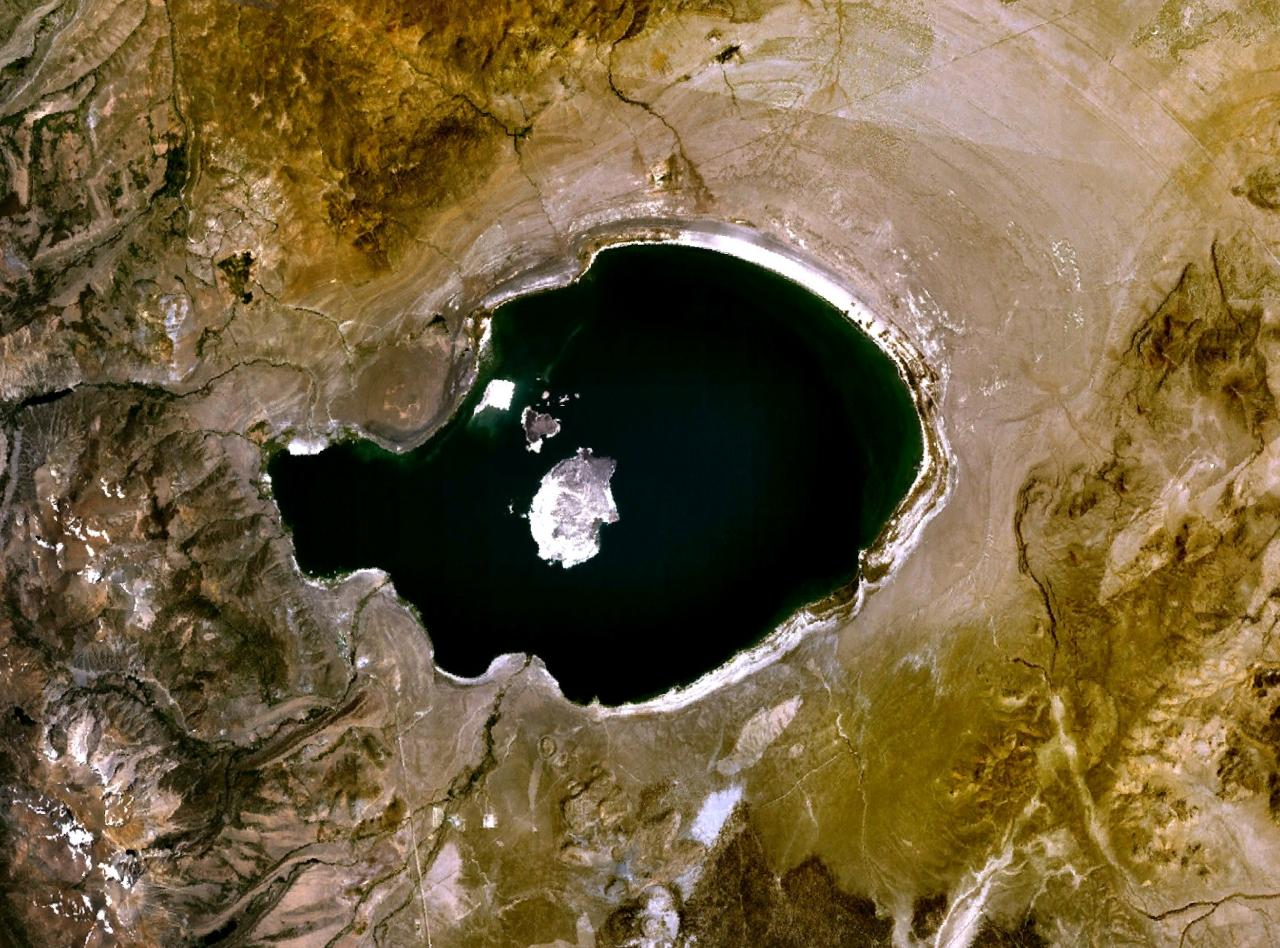
Satelitní fotografie jezera Mono

Mono Lake (česky také zkrátka Mono, anglická výslovnost [ˈmoʊnoʊ]IPA) je slané alkalické jezero v okrese Mono v Kalifornii ve Spojených státech amerických. Má rozlohu 183 čtverečních kilometrů a průměrnou hloubku 17 metrů. Největší hloubka je 48 metrů, celkový objem vody je 3,66 krychlových kilometrů a délka pobřeží je cca 60 kilometrů. Jezero leží ve výšce 1946 metrů nad mořem. Salinita vody osciluje mezi 42 g/l a 99 g/l, záleží na výšce hladiny. Rozpuštěny jsou zde především chloridy, uhličitany a sírany. Průměrné pH má hodnotu 10, voda je tedy značně zásaditá.

## Ekosystém
K vytvoření jezera došlo před více než 760 000 lety (nejspíše před 1 až 3 miliony let), a jelikož mu schází odtok, postupně se v něm nahromadily soli. Jezerní prostředí podporuje fungování nezvyklého ekosystému, jehož základem je fytoplankton v podobě řas. Na něj je navázáno masivní rozšíření žábronožek rodu Artemia a much druhu Ephydra hians. Kvanta těchto malých živočichů představují zásobárnu potravy pro více než 100 druhů ptáků, pro něž je jezero vítanou zastávkou v jejich migračních trasách (například potápka černokrká či lyskonoh dlouhozobý). Část ptáků zde i hnízdí (například racek kalifornský). Najednou zde může přebývat cca 1,5 až 1,8 milionů ptáků.

## Ohrožení
V letech 1941 až 1981 byly jezerní přítoky sladké vody odkloněny, aby zásobovaly vodou oblast jižní Kalifornie. Výsledkem bylo, že hladina jezera klesala každý rok asi o 30 cm a rostla salinita, jež se během 40 let více než zdvojnásobila. To mělo zásadní vliv na ekosystém. Výrazně kleslo množství žábronožek a tím i potravy pro ptáky, jejichž počet poklesl (jen v roce 1981 zahynulo hladem asi 25 000 mláďat racků). Navíc došlo k expozici nahromaděné soli na povrchu a vítr začal rozfoukávat po okolí toxickou směs solí a vzduchu. V 80. letech 20. století byla přijata opatření, která měla zajistit stabilní přísun sladké vody do jezera. Hladina se měla ustálit na nadmořské výšce 1948 metrů, což je sice méně než před lidským zásahem, ale zřejmě dostatečně pro udržení fungujícího ekosystému. Počet ptáků od konce 80. let opět vzrůstá.